# Viaggio senza vento
Viaggio senza vento è il quarto album in studio dei Timoria pubblicato il 12 ottobre 1993. Il disco è stato preceduto dal singolo Senza vento.

## Descrizione
L'album, scritto e arrangiato dai Timoria, è stato prodotto da Angelo Carrara e registrato tra giugno e luglio del 1993 all'Avant Garde di Milano da Massimo Lepore, la post-produzione è stata effettuata al Grunf Studio da Alberto Crucitti. Vi hanno partecipato Eugenio Finardi, il violinista Mauro Pagani, il flautista Roberto Soggetti e il percussionista Candelo Cabezas.
Viaggio senza vento è un concept album, in quanto i brani che lo compongono raccontano il viaggio di un certo Joe. Secondo quanto dichiarato da Omar Pedrini: «è stato il primo disco d'oro dell'indie rock italiano e da quel momento i discografici hanno iniziato a cercare artisti che lo cantassero in italiano».
Nell'ottobre del 2018 è stato pubblicato Viaggio Senza Vento - 25º Anniversario,  versione remix dell'album Viaggio senza vento, che contiene l'inedito Angel, la cover dei The Who I Can't Explain e 11 demo dei brani presenti nell'album originale.

## Tracce
1. Senza vento – 3:36 (Pedrini)
2. Joe – 0:52 (Pedrini)
3. Sangue impazzito – 4:37 (Pedrini)
4. Lasciami in down – 3:02 (testo: Pedrini, Pellegrini – musica: Pedrini)
5. Il guardiano di cani – 4:16 (testo: Renga – musica: Pellegrini)
6. La cura giusta – 4:50 (Pellegrini)
7. La fuga – 4:11 (Pedrini, Ghedi)
8. Verso oriente – 5:35 (Pedrini) – duetto con Eugenio Finardi
9. Lombardia – 3:52 (Pedrini)
10. Campo dei fiori jazz band – 0:56 (musica: Timoria)
11. Freedom – 2:33 (Pedrini)
12. Il mercante dei sogni – 3:44 (Pedrini)
13. La città del sole – 3:06 (Pedrini)
14. La città della guerra – 1:32 (musica: Timoria)
15. Piove – 4:19 (Pedrini)
16. Il sogno – 3:30 (testo: Renga – musica: Pellegrini)
17. Come serpenti in amore – 4:08 (Pedrini)
18. Frankenstein – 3:19 (Timoria)
19. La città di Eva – 5:25 (Pedrini)
20. Freiheit – 1:40 (Timoria)
21. Il guerriero – 3:59 (Pedrini)

Durata totale: 73:02

## Formazione
- Francesco Renga – voce
- Omar Pedrini – chitarre, cori, voce in Verso Oriente e  Freiheit
- Carlo Alberto “Illorca” Pellegrini – basso, cori, voce in Lasciami in down e Frankenstein
- Enrico Ghedi – tastiere, cori e voce in La città della guerra
- Diego Galeri – batteria, cori

### Altri musicisti
- Eugenio Finardi – seconda voce in Verso Oriente
- Mauro Pagani – violino in Lombardia
- Roberto Soggetti – flauto in La cura giusta
- Candelo Cabezas – percussioni in Verso Oriente
- Wolfgang Knierim – baritono nell'intro di Lombardia
- José Miguel Aguado Morales – parlato in spagnolo